# گویاکوویچی (پرییپوی)
گویاکوویچی (به صربی: Gojakovići) یک روستا در صربستان است که در پریژپولجه واقع شده‌است. گویاکوویچی ۱۸۳ نفر جمعیت دارد.